# Scathophaga orcasae
Scathophaga orcasae är en tvåvingeart som först beskrevs av Malloch 1935.  Scathophaga orcasae ingår i släktet Scathophaga och familjen kolvflugor. Inga underarter finns listade i Catalogue of Life.